# 1998 VS35
1998 VS35 är en asteroid i huvudbältet som upptäcktes den 9 november 1998 av Beijing Schmidt CCD Asteroid Program vid Xinglong-observatoriet.
Den tillhör asteroidgruppen Nysa.